# 東京都道・神奈川県道51号町田厚木線

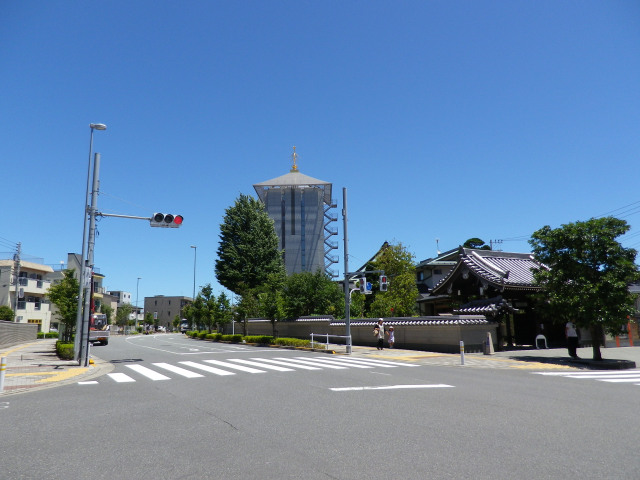
町田市原町田の勝楽寺横を通る都道51号線。

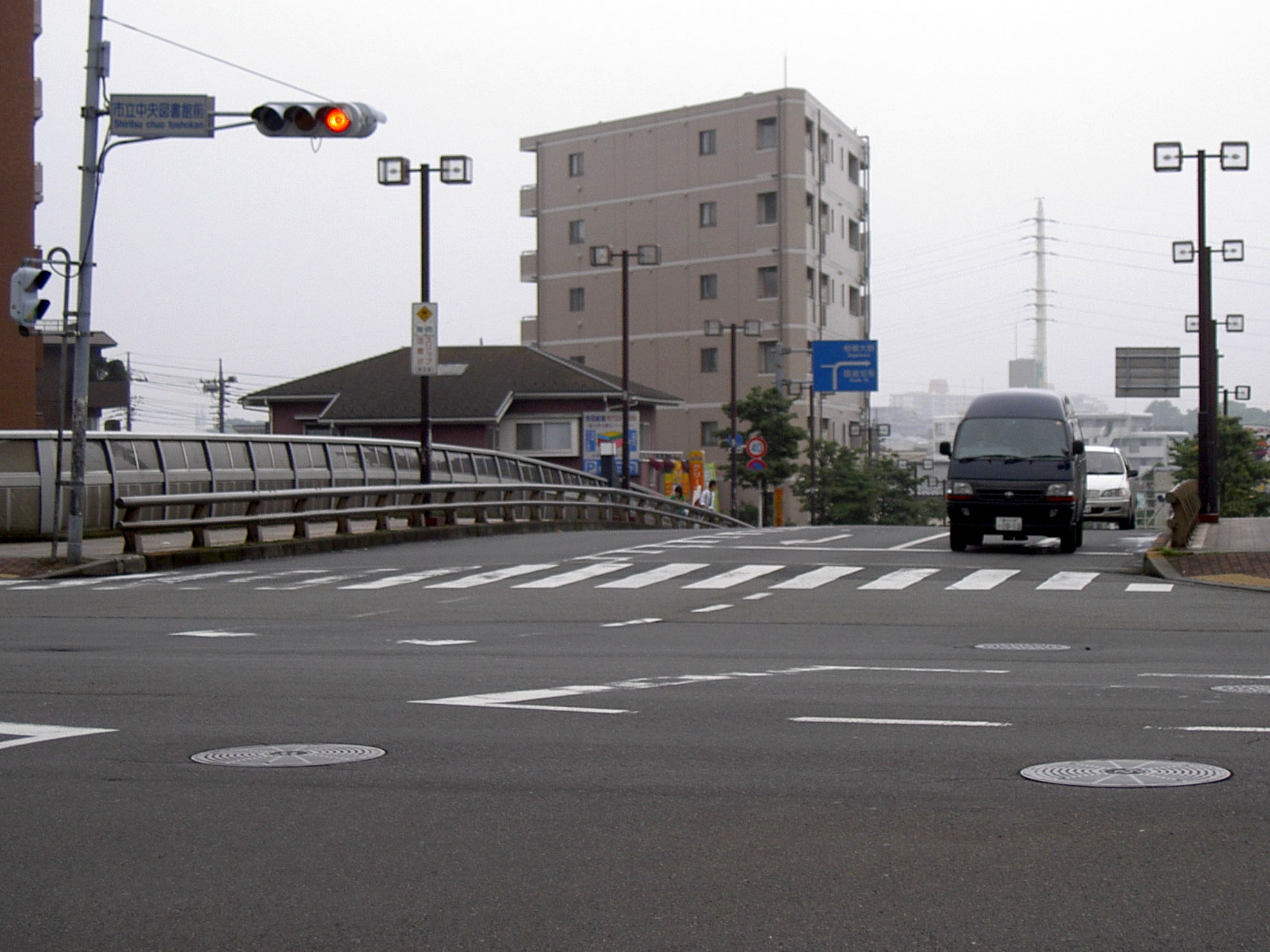
町田市原町田で横浜線の上を渡る都道51号線。

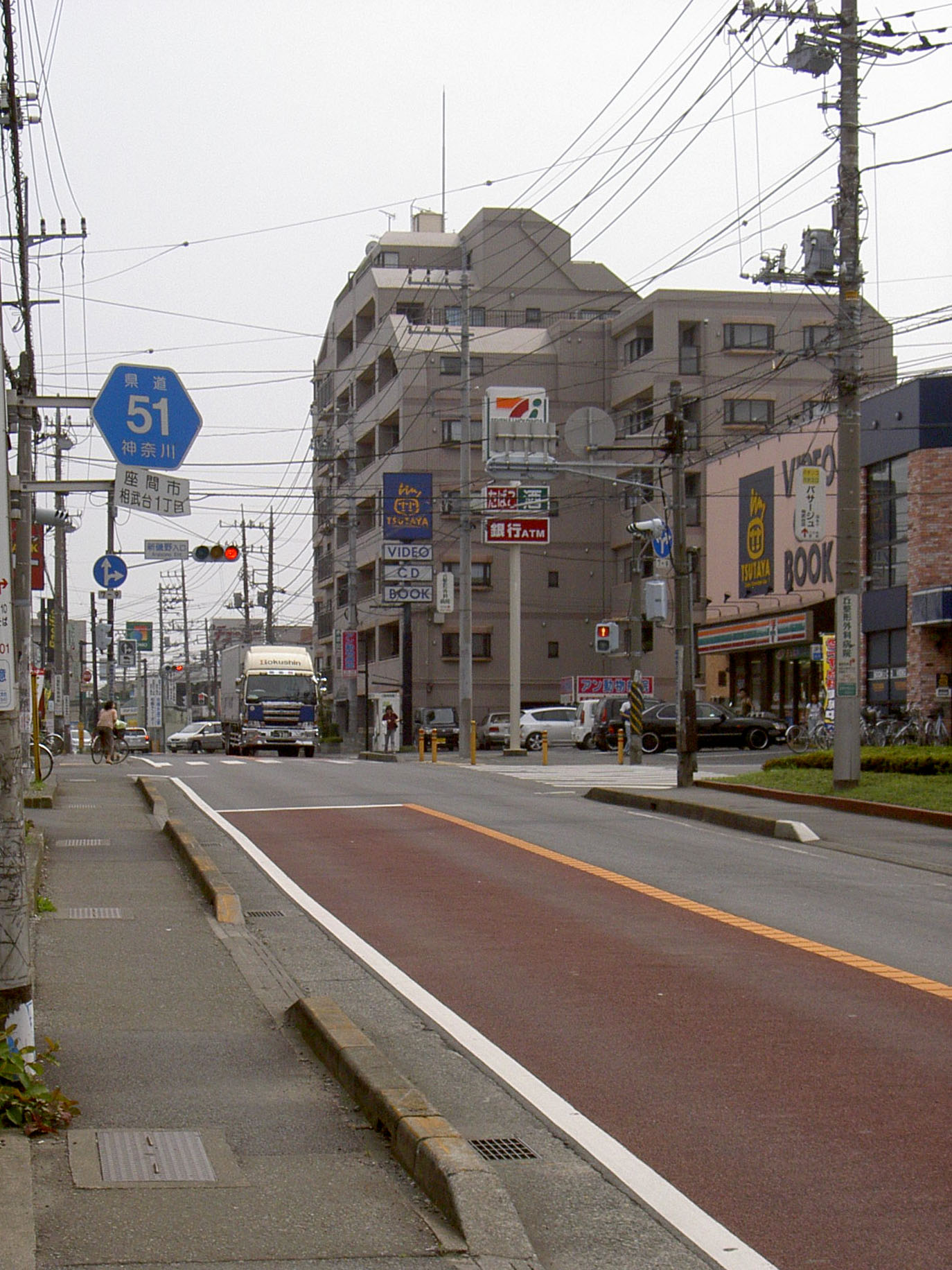
座間市相武台を通る県道51号線（行幸道路）

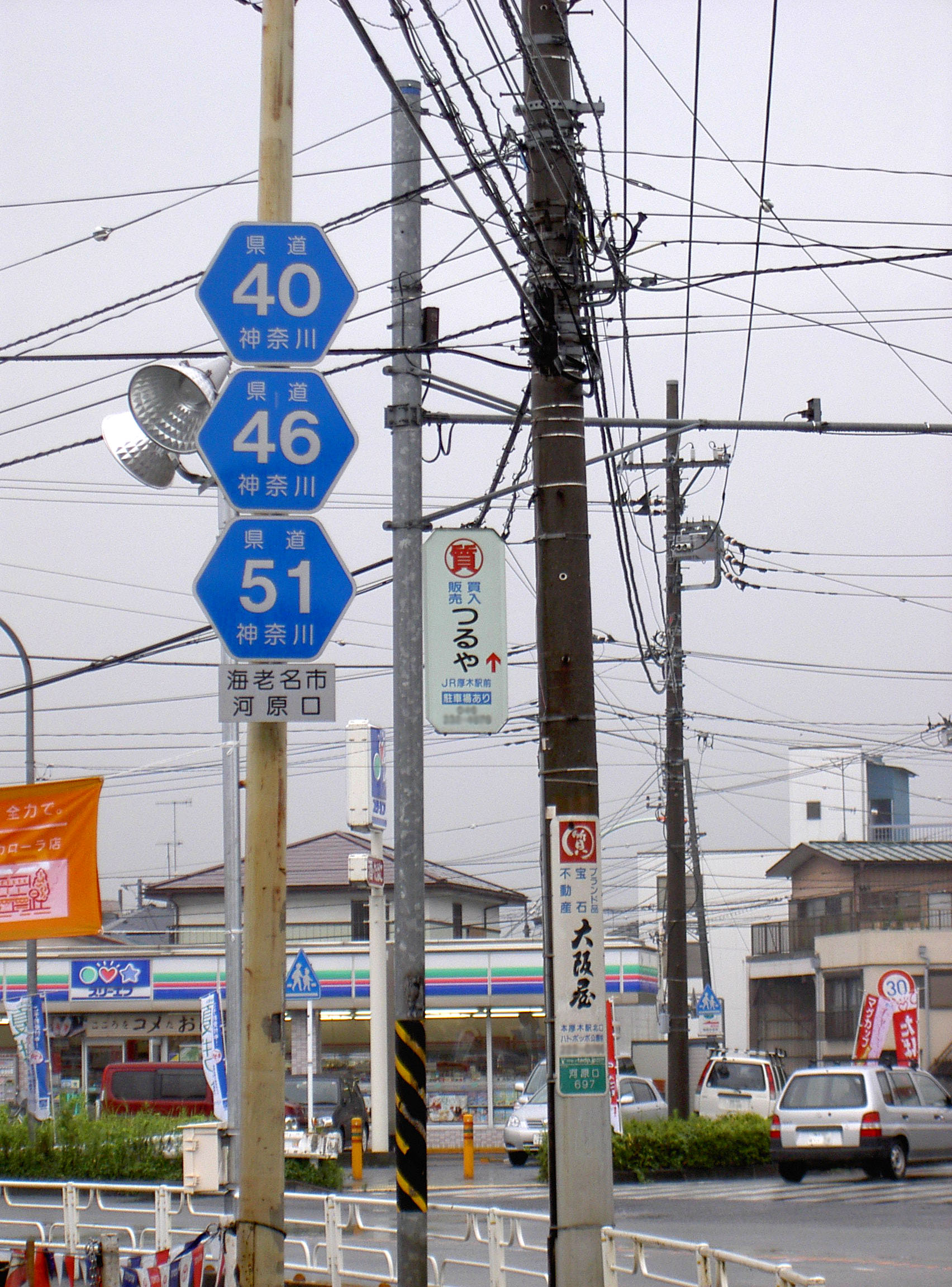
海老名市河原口、神奈川県道40号線・46号線との重複区間

東京都道・神奈川県道51号町田厚木線（とうきょうとどう・かながわけんどう51ごう まちだあつぎせん）は東京都町田市原町田から神奈川県厚木市東町までを結ぶ主要地方道である。相模原市・座間市内の区間では「行幸道路」とも呼ばれる。

## 概要

### 路線データ
- 起点：東京都町田市原町田（原町田三丁目交差点）
- 終点：神奈川県厚木市東町（東町郵便局前交差点）
- 延長
  - 東京都道：723 m（実延長、2016年4月1日現在）[1]
  - 神奈川県道：
- 面積
  - 東京都道：13,712 m2
  - 神奈川県道：

## 路線状況
町田駅付近から座間市役所入口交差点までは混雑が激しい。2009年に都道47号交点から町田街道までの区間が延伸整備されたことで、起点が原町田三丁目交差点に変更された。

### 通称
- 行幸道路（東京都町田市原町田・境橋交差点 - 神奈川県座間市・座間跨道橋）
  - 1937年（昭和12年）9月30日に旧陸軍士官学校が市ヶ谷から当地（現キャンプ座間敷地）に移転した際、士官学校と士官学校前駅（現相武台前駅）の間の県道の拡幅改修工事が行われた[2]。同年12月20日に陸軍士官学校で卒業式が行われ、昭和天皇が行幸することとなり、それに先立って士官学校前駅から原町田駅（現町田駅）まで7kmにわたって延長工事が行われ「行幸通り」と呼ばれるようになった[2]。
- 相武台入谷バイパス（神奈川県座間市・座間跨道橋 - 座間市・座間警察前交差点）

### 重複区間
- 神奈川県道46号相模原茅ヶ崎線（座間上宿交差点 - 相模大橋東交差点）
- 神奈川県道42号藤沢座間厚木線（座間下宿交差点 - 座間二丁目交差点）
- 神奈川県道40号横浜厚木線（河原口交差点 - 東町郵便局前交差点）
- 神奈川県道43号藤沢厚木線（相模大橋東交差点 - 東町郵便局前交差点）

### 道路施設

#### 橋梁
- 原町田橋（JR横浜線） - 1992年3月26日開通[3]
- 境橋（境川）
- 谷口跨線橋（小田急小田原線）
- 座間跨道橋
- 入の谷橋
- 入谷跨線橋（JR相模線）
- 谷間橋（鳩川）
- 鳩川橋（鳩川）
- 相模大橋（相模川）

#### トンネル
- 相模原隧道
- 座間隧道

### 交通データ
令和3年度時点での町田厚木線の交通状況について、
- 神奈川県内を通る本道路の交通については以下の通りになっている[4]。

| 交通調査地点                  | 昼間12時間自動車類交通量 | 昼間12時間自動車類交通量 | 昼間12時間自動車類交通量 | 24時間自動車類交通量 | 24時間自動車類交通量 | 24時間自動車類交通量 | 道路部幅員 | 車道部幅員 | 車道幅員 | 歩道幅員 | 歩道幅員 | 車線数 |
| 交通調査地点                  | 小型車                   | 大型車                   | 合計                     | 小型車               | 大型車               | 合計                 | 道路部幅員 | 車道部幅員 | 車道幅員 | 上り     | 下り     | 車線数 |
| 相模原市南区上鶴間本町1丁目37 | 9270台                   | 902台                    | 10172台                  | 11923台              | 1504台               | 13427台              | 11.80 m    | 9.10 m     | 8.40m    | 1.60 m   | 1.10 m   | 2      |
| 座間市相模が丘1-26            | 11983台                  | 998台                    | 12981台                  | 15629台              | 1898台               | 17524台              | 12.25 m    | 8.25 m     | 7.25 m   | 2.00 m   | 2.00 m   | 2      |
| 座間市相武台1丁目32-2         | 10334台                  | 1343台                   | 11677台                  | 13380台              | 2034台               | 15414台              | 16.85 m    | 12.25 m    | 7.50 m   | 2.30 m   | 2.30 m   | 2      |

## 地理

### 通過する自治体
- 東京都
  - 町田市
- 神奈川県
  - 相模原市（南区） - 座間市 - 海老名市 - 厚木市

### 交差する道路

#### 現道区間
| 交差する道路                                                    | 交差する道路                                        | 交差点名         | 所在地   | 所在地   | 所在地   |
| --------------------------------------------------------------- | --------------------------------------------------- | ---------------- | -------- | -------- | -------- |
| 町田都市計画道路3・3・7号原町田川崎線 （都道140号線新道、計画） |                                                     |                  |          |          |          |
| 東京都道47号八王子町田線（町田街道）                            | 東京都道47号八王子町田線（町田街道）                | 原町田三丁目     | 東京都   | 町田市   | 町田市   |
| 町田市道町田668号線（旧町田街道）                               | 東京都道47号八王子町田線（旧町田街道）              | -                | 東京都   | 町田市   | 町田市   |
| 町田都市計画道路3・3・7号原町田川崎線（新道、計画）             | 東京都道51号町田厚木線（旧道）                      | 原町田橋         | 東京都   | 町田市   | 町田市   |
| -                                                               | 相模原都市計画道路3・3・4号町田厚木線（新道、計画） | -                | 神奈川県 | 相模原市 | 南区     |
| 国道16号（東京環状・八王子街道）谷口陸橋側道                    | 国道16号（東京環状・八王子街道）谷口陸橋側道        | 谷口陸橋下       | 神奈川県 | 相模原市 | 南区     |
| 神奈川県道507号相武台相模原線（村富線）                         | 神奈川県道50号座間大和線                            | 相武台団地入口   | 神奈川県 | 座間市   | 座間市   |
| -                                                               | 神奈川県道51号町田厚木線（新道）                    | 座間市消防本部前 | 神奈川県 | 座間市   | 座間市   |
| 神奈川県道46号相模原茅ヶ崎線                                    | 神奈川県道46号相模原茅ヶ崎線                        | 座間上宿         | 神奈川県 | 座間市   | 座間市   |
| 県道46号線重複区間                                              |                                                     |                  |          |          |          |
| 神奈川県道42号藤沢座間厚木線                                    | -                                                   | 座間下宿         | 神奈川県 | 座間市   | 座間市   |
| 県道42号・46号線重複区間                                        |                                                     |                  |          |          |          |
| 座間市道座間138号線                                             | 神奈川県道42号藤沢座間厚木線                        | 座間二丁目       | 神奈川県 | 座間市   | 座間市   |
| 県道46号線重複区間                                              |                                                     |                  |          |          |          |
| 座間市道入西3号線                                               | 神奈川県道51号町田厚木線（新道）                    | 座間警察署前     | 神奈川県 | 座間市   | 座間市   |
| 県道46号線重複区間                                              |                                                     |                  |          |          |          |
| 国道246号（大和厚木バイパス）今泉陸橋側道                       | 国道246号（大和厚木バイパス）今泉陸橋側道           | 下今泉           | 神奈川県 | 海老名市 | 海老名市 |
| -                                                               | 神奈川県道40号横浜厚木線（厚木街道）                | 河原口           | 神奈川県 | 海老名市 | 海老名市 |
| 県道40号・46号重複区間                                          |                                                     |                  |          |          |          |
| -                                                               | 神奈川県道46号相模原茅ヶ崎線                        | 相模大橋東       | 神奈川県 | 海老名市 | 海老名市 |
| 県道40号重複区間                                                |                                                     |                  |          |          |          |
| 神奈川県道601号酒井金田線（八王子街道）                         | 神奈川県道601号酒井金田線（八王子街道）             | 東町郵便局       | 神奈川県 | 厚木市   | 厚木市   |
| 神奈川県道40号横浜厚木線（厚木街道）                            |                                                     |                  |          |          |          |

#### 新道区間
町田市原町田〜相模原市上鶴間本町（計画）
町田市側は東京都の優先整備路線に指定されている。幅員は18mで計画されているが、都県境付近で線形の不整合が生じているため、事業化に際しては都市計画変更が必要となる。
- 町田市原町田一丁目 原町田橋交差点　（都道51号現道及び旧道と接続）
|
- 町田市原町田一丁目 名称未定交差点　（都道56号新道（計画）と接続）
|（境川に架橋）
- 相模原市南区上鶴間本町三丁目 名称未定交差点　（県道51号現道に接続）

座間市緑ヶ丘〜座間市座間
| 交差する道路                                                   | 交差する道路                     | 交差点名         | 所在地   | 所在地 |
| -------------------------------------------------------------- | -------------------------------- | ---------------- | -------- | ------ |
| 神奈川県道51号町田厚木線（現道）                               | 神奈川県道51号町田厚木線（現道） | 座間市消防本部前 | 神奈川県 | 座間市 |
| 神奈川県道42号藤沢座間厚木線                                   | 神奈川県道42号藤沢座間厚木線     | 星の谷観音坂下   | 神奈川県 | 座間市 |
| 神奈川県道51号町田厚木線（現道）・神奈川県道46号相模原茅ヶ崎線 | 座間市道入西3号線                | 座間警察署前     | 神奈川県 | 座間市 |

#### 旧道区間
現道開通によりJR横浜線を超える厚木踏切は廃止。現在は現道あるいは代替の歩道橋で渡る。
| 交差する道路                           | 交差する道路                                                     | 交差点名 | 所在地 | 所在地 |
| -------------------------------------- | ---------------------------------------------------------------- | -------- | ------ | ------ |
| 東京都道51号町田厚木線（現道）         | 町田都市計画道路3・3・7号原町田川崎線（新道、計画）              | 原町田橋 | 東京都 | 町田市 |
| 原町田橋側道                           | 町田市道町田6号線                                                | -        | 東京都 | 町田市 |
| 市道移管区間（町田市道町田760号線）    |                                                                  |          |        |        |
| 東京都道47号八王子町田線（旧町田街道） | 東京都道47号八王子町田線・東京都道56号目黒町町田線（旧町田街道） | -        | 東京都 | 町田市 |
| 東京都道140号川崎町田線（成瀬街道）    |                                                                  |          |        |        |

### 周辺
- 町田駅
- 町田市立中央図書館
- 相模大野駅
- 相模女子大学
- 相模原市南区合同庁舎
- 相模原市消防局南消防署
- 神奈川県高相合同庁舎
- 小田急相模原駅
- 座間郵便局
- 相武台病院
- 相武台前駅
- 座間市立市民体育館（スカイアリーナ座間）
- 座間市消防本部
- 座間総合病院
- 米軍キャンプ座間
- 富士山公園
- 座間警察署

### 路線バス
町田厚木線内の一部区間（主に相模大野駅～相武台前駅周辺にかけて）に神奈川中央交通の営業路線バスが運行される。かつては町田駅～相模大野駅の区間においても路線が存在したが、2002年の路線廃止以降は同社の空港リムジンバスと都市間高速バスのみが運行されている。上鶴間本町二丁目付近には一般路線運行当時に使用していたバスベイ（旧・丸山入口停留所）が2025年現在も残されている。